# Arktički ocean
Arktički ocean, dubine do 5449 m naziva se još i Sjeverno polarno more, Arktik  ali i Arktičko sredozemno more. To je s 12,26 milijuna km² najmanji ocean na Zemlji, a velikim dijelom je pokriven ledom.
Arktički ocean se nalazi na krajnjem sjeveru sjeverne polutke i unutar njega se nalaze sva 4 pola sjeverne polutke. Okružen je, uvijek prema jugu, s Azijom, Europom i Sjevernom Amerikom. Okružen je s više kontinenata i iako je, znanstveno gledano, jedan od 5 oceana na Zemlji, smatra ga se i interkontinentalnim sredozemnim morem .
S Atlantikom je spojen oko 1500 km širokim Sjevernim morem (Europskim) između Grenlanda i Sjeverne Europe odnosno Skandinavije, kao i zamršenim morskim putovima kroz vrlo razuđen otočni svijet sjeverne Kanade do širokih Davisovog prolaze zapadno od Grenlanda. S Tihim oceanom povezan je jedva 85 km širokim Beringovim prolazom.
Države koje ga okružuju
Na Arktik izlaze najsjeverniji dijelovi država ili njihovi dijelovi: Aljaska (SAD), Kanada, Grenland (Danska), Island, Norveška i Rusija.
Otoci
Osim toga, uz njegov rub nalaze se i sljedeći veći otoci ili grupe otoka: Otok Banks, Otoci kraljice Elizabete, Otok Ellesmere, Grenland, Island, Svalbard, Kolgujev, Zemlja Franje Josipa, Novaja zemlja, Severnaja zemlja, Novosibirski otoci i Wrangelov otok.

## Sjeverni pol
Unutar Arktičkog oceana odnosno na njegovim otocima leže 4 pola sjeverne polutke (Sjeverni pol).

## Morsko dno
U Arktičkom oceanu odnosno na njegovom dnu nalaze se pragovi, duboki bazeni i jedna morska udubina.
Pragovima pripadaju  Flečerov greben, Gakelski greben, Lomonosovljev-(Harisov)-prag, Istočnosibirski prag i Čukčenski prag. U Arktiku postoje tri duboka bazena: Euroazijski (u kojem je i udubina s najvećom dubinom Arktika od 5449 m) bazen, Kanadski bazen (s dubinom do 4994 m) i Centralnoarktički bazen (s dubinom do 3290 m).

## Pritoci
Najvažniji azijski pritoci su Ob, Jenisej, Lena i Kolima a u Sjevernoj Americi to je Mackenzie.